# Явнут Волімонтович
Явнут Волімонтович (у хрещенні — Ян) (? —листопад 1432) — литовський боярин, державний діяч Великого князівства Литовського, перший воєвода троцький (1413—1432).

## Біографія
Представник знатного литовського роду, син впливового боярина Волімонта Бушковича, старший брат маршалка великого литовського Румбольда, а також Кезгайла, Шадибора, Гудигерда і канцлера великого литовського Судзівоя.
На Городельскій унії (1413) Явнут Волімонтович прийняв польський шляхетський герб «Задора».
У 1412 році Явнут Волімонтович отримав посаду старости трокского, з 1413 року — перший воєвода троцький. У 1422 році брав участь у підписанні Вітовтом Мельнского мирного договору з великим магістром Тевтонського ордену. У 1430 році, після смерті Витовта Явнут Волімонтович підтримав обрання його двоюрідного брата Свидригайло на литовський великокняжий престол.
У 1432 рокові Явнут був одним з підписантів Гродненської унії між Великим князівством Литовським і Польським королівством. В тому ж році за підтримку Свидригайла Явнут разом з молодшим братом, маршалком великим литовським Румбольдом, був страчений за наказом нового великого князя литовського Сигізмунда Кейстутовича.